# هارولد فيلبس
هارولد فيلبس (بالإنجليزية: Harold Phelps)‏ هو عداء مسافات طويلة أمريكي، ولد في 2 مايو 1903، وتوفي في 23 سبتمبر 1991.

## وصلات خارجية
- هارولد فيلبس على موقع أوليمبيديا (الإنجليزية)